# El Internacional Tapas Bar & Restaurant

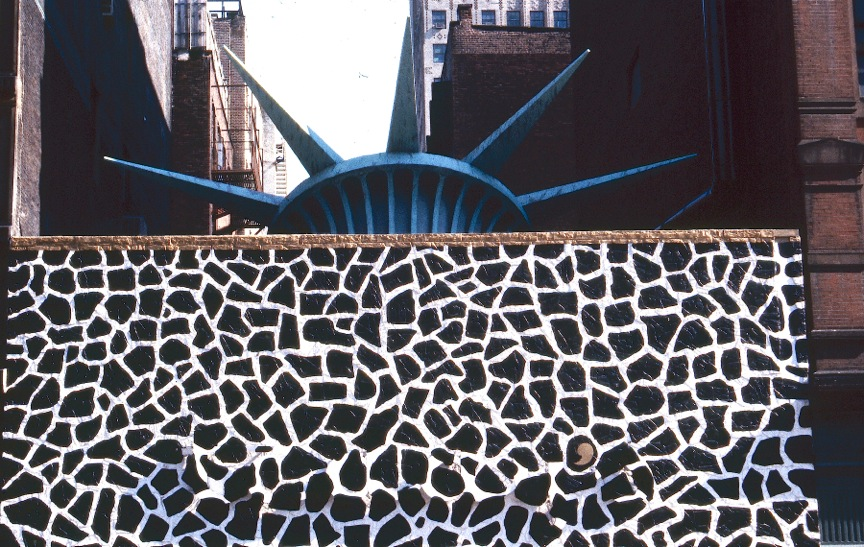
Fachada de El Internacional

El Internacional Tapas Bar & Restaurant, fue concebido como un proyecto artístico y un experimento social desarrollado entre los años 1984 y 1986 por el artista Antoni Miralda y la cocinera Montse Guillén en el barrio de TriBeCa de Nueva York. Una propuesta relevante tanto en el contexto del arte como en la cultura gastronómica y que se convirtió en un icono de Nueva York en los años 80. El proyecto entendía la comida, las experiencias culturales y el arte como rituales para transmitir y subvertir las tradiciones, los procesos de mestizaje o las prácticas sociales del momento. Un proceso de creación artística día a día, durante cerca de 3 años.
El Internacional fue un proyecto de equipo, considerado a nivel artístico como una obra colectiva. Un espacio que alimentaba la experiencia y las interacciones alrededor de la comida y en el que los clientes acababan siendo participantes. Se daban unas pautas que desencadenaban situaciones inesperadas y el espacio se autogeneraba continuamente desdibujando los límites, estimulando las relaciones entre comida, arte, diseño, arquitectura y medios de comunicación.
Dos décadas después de El Internacional, Miralda y Guillén han seguido trabajando en numerosos proyectos y ciudades como Miami, Hannover, Barcelona y otras, desarrollando el concepto de Food Cultura.

## Historia

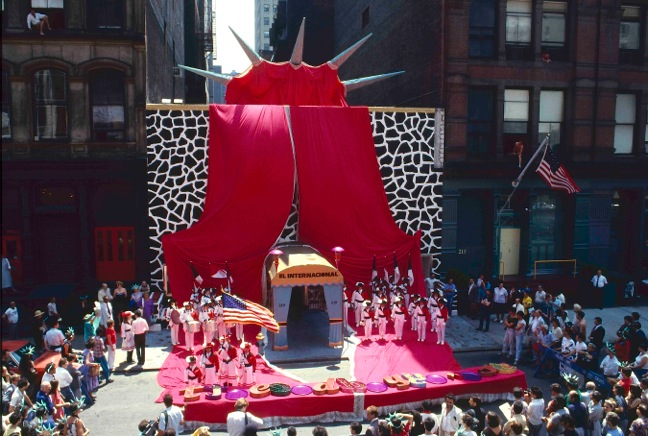
Crowning Ceremony, 15 de julio, 1985. Una acción colectiva a la que se invitó a la nueva comunidad de TriBeCa.

El Internacional fue el primer restaurante que dio a conocer las tapas en los Estados Unidos. Las tapas reproducían la presencia de España, del Mediterráneo, de Cataluña y muy especialmente de Barcelona filtradas bajo el personal mundo de Miralda y Montse Guillén. En esa misma época, Miralda estaba gestando su obra Honeymoon Project, en la que una serie de acciones ceremoniales celebrarían la boda imaginaria entre los monumentos de Colón de Barcelona con la Estatua de la Libertad de Nueva York, entre 1986 y 1992.

### Inicios

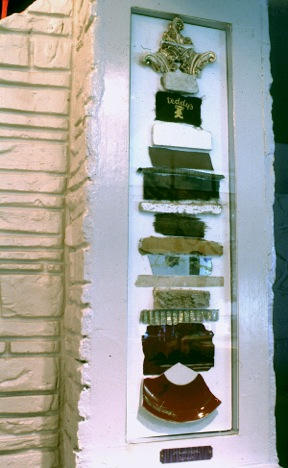
Vitrina del Archaeological Sandwich

El proyecto de El Internacional empieza con la elección del lugar. Miralda había vivido en los años 70 enfrente del edificio del antiguo restaurante Teddy's en TriBeCa y, como a Montse Guillén, le fascinó la presencia de este establecimiento sin conocer su dilatada y curiosa historia. Entre 1920 y 1945 se crea Teddy’s, un popular restaurante de cocina alemana situado en el 217 West Broadway donde, según se cuenta, vivió Edgar Allan Poe. En 1945 el propietario, Teddy Bartel, vende el restaurante a Sal Cucinotta quien construirá, en el 217 y 219 West Broadway, el lujoso y emblemático restaurante italiano Teddy’s, que en los años 50 y 60 atrajo a numerosas estrellas de cine. A finales de los años 60, bajo una nueva dirección, la fachada y el interior del lugar se transformaran de nuevo, pero el restaurante terminará cerrando, rumoreándose una posible conexión con la mafia.
Miralda y Guillén describen El Internacional como un espacio arqueológico contemporáneo, un Archaeological Sandwich que Miralda reprodujo en una de las paredes a la que fue yuxtaponiendo elementos encontrados y recopilados durante el proceso de reconstrucción, incrustándolos a medida que los descubría formando estratos a la manera de los yacimientos arqueológicos. En El Internacional seguían estando el Teddy’s y El Internacional superpuestos.

## Recorrido

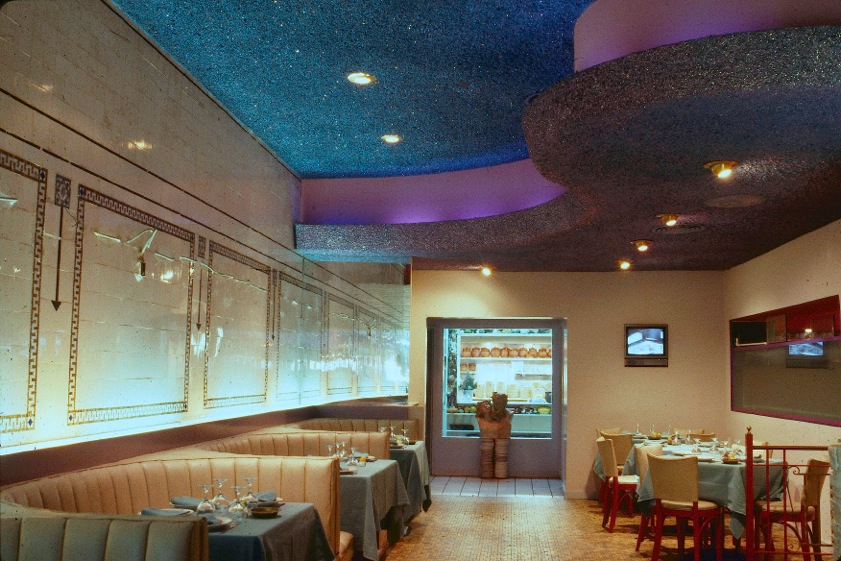
El Turquoise Dining Room, al fondo la cocina abierta

El lugar era un itinerario. La fachada se redibujó sobre la existente como en un juego óptico, transfigurando el edificio sin desaparecer la arquitectura anterior. Debajo de la nueva fachada seguía apareciendo camuflado el nombre de Teddy’s. Desde la calle, el restaurante aparecía como una obra penetrable a la que la gente reaccionaba de formas inesperadas. Lo primero que encontrabas al llegar era la Terraza Sol y Sombra que incorporaba, aplastadas e incrustadas en la calzada, latas de bebida de Coca-Cola u otras marcas a modo de reliquias o fósiles, y también la vitrina donde se emitía el Video Menú, un monitor en el que se describían los platos, las bebidas y las experiencias disponibles. A través del escaparate a la calle se podía ver el bar y, al fondo, la ventana de la cocina, siendo una de las primeras cocinas abiertas de la ciudad. Al restaurante se accedía a través de la Flags Entrance, un suelo de banderas de todos los países que celebraba la diversidad de Nueva York dando paso al Columbus Trophy Bar, con la presencia del Monumento a Colón de Barcelona en sus botellas y su famoso cóctel Blue Margarita concebido en El Internacional.
El recorrido seguía por los 4 salones temáticos: el Turquoise Dining Room – que incorporaba la pared de azulejos, blancos, turquesa y pan de oro de los años 20 encontrada durante la remodelación -, el Carnation Room - un comedor en el que los muros acabaron siendo un atlas de besos y los comensales se apropiaron del espacio inscribiendo en las paredes sus bocas y sus palabras -,  el Sentimental Room – con la videoinstalación de imágenes de las celebridades que frecuentaban la era dorada de Teddy’s: Elizabeth Taylor, Groucho Marx, Anthony Quinn, Sophia Loren...-, y el Marina Room – donde cuatro bacalaos presidían la comida desde el suelo y el techo Sweet Ceiling parecía decorado con merengues que simulaban estalactitas. La pared que separaba los salones Turquoise y Carnation era un acuario desde donde observaba la Sirena traída por Miralda de Bahía (Brasil), y que representaba a Yemayá, la diosa candomblé del océano y la maternidad.
Otros objetos como el Lobster Dream Lamp, el Matador Candelabra, el Black World Expresso, el Barcelona-New York Wedding Cake, el Liberty Crown Brochette, confundían el restaurante con un museo, la obra de arte con la comida, de manera intencionada. 

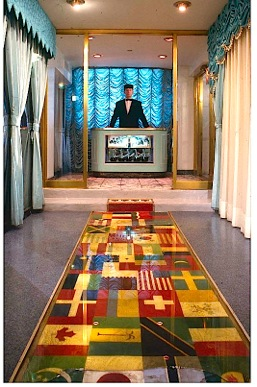
La alfombra Flag Entrance, situada en dirección al bar.

### La Experiencia
En El Internacional se realizaban eventos que se encontraban a medio camino entre la celebración, la comida y la performance como Face to Face, en el que se reunió, el día de San Valentín, a 70 pares de gemelos delante de platos idénticos con sabores diferentes, o la Crowning Ceremony durante la cual se celebró la coronación del tejado del edificio con una réplica de tamaño natural de la corona de la Estatua de la Libertad. Otros de los actos que ocurrieron fueron el Porrón Olympics, el Miami Vice Shooting, el The original Rapper de Lou Reed, o el Saturday Night Live Show entre otros. El Internacional Newspaper, editado por El Internacional, se entregaba a los clientes justo al entrar como una pieza más del menú. Era un periódico del que se hicieron cuatro números, cada uno con tinta de distinto color,  y en el que se incorporaban noticias y textos sobre del proyecto y la comida. El numeroso personal internacional del restaurante también estaba integrado en esta gran obra e incluso los clientes se influenciaban por la estética del lugar y acababan vistiendo de blanco y negro, como la fachada, para ir a comer.

## Legado
El proyecto fue testimonio de la crónica sociocultural de la vida en TriBeCa, una zona industrial donde la comunidad artística se empezó a desplazar a principios de los años 80. El Internacional se entrecruzó, especialmente durante la noche, con el Palladium en el Midtown o el Area NightClub en TriBeCa, lugares que empezaron también en ese momento a hablar de fusión.  Acogió entre sus clientes a celebrities como Andy Warhol, Sara Montiel, Jean Michel Basquiat, Pina Bausch, Robert De Niro, David Byrne, Umberto Eco, Antonio Gades, Keith Haring, Michael Douglas, Grace Jones, Diane Keaton, John Kennedy, David Lynch o Frank Zappa, entre otros.
El interés generado por El Internacional, también tuvo gran repercusión en los medios. Televisión, prensa y revistas como The New York Times, New York Magazine, The Village Voice, The Face Magazine, Architectural Record, Metropolis, Gourmet Magazine, etc hablaron de él. Durante años, la imagen de la corona de la Estatua de la Libertad instalada en el tejado y el interior del bar, aparecieron en los créditos que abrían el programa Saturday Night Live de la cadena NBC Tv Network. El Internacional y su Tapas Bar fue sitio de referencia no oficial del "cool downtown" de los 80 en Nueva York.
Poco tiempo después que Miralda y Montse se retiran del día a día de El Internacional para inaugurar el mismo 1986 el Honeymoon Project, la identidad del restaurante y la dirección cambia y el restaurante se transforma en El Teddy’s,  especializado en cocina mexicana. El año 2000, Steven Elghanayan, de la firma de desarrollo Epic, compra el edificio a Sal Cucinotta por cerca de 3 millones de dólares, y empieza lo que será un largo y denso debate para evitar el inmediato derribo del edificio, su memoria y su icónica corona, oponiéndose a ello la City Landmarks Preservation Commission y los vecinos. El caso se perdió y se aprobó la construcción de un edificio residencial de 7 plantas que finalmente en el año 2004 borrara la presencia de 4 restaurantes y 80 años de historia.